# Liste der Mitglieder der National Academy of Sciences/1911
Im Jahr 1911 wählte die National Academy of Sciences der Vereinigten Staaten 11 Personen zu ihren Mitgliedern.

## Neugewählte Mitglieder
- Edward Barnard (1857–1923)
- Bertram Boltwood (1870–1927)
- Arthur L. Day (1869–1960)
- Edwin H. Hall (1855–1938)
- Robert A. Harper (1862–1946)
- John Hayford (1868–1925)
- James F. Kemp (1859–1926)
- Ernest Rutherford (1871–1937)
- Julius Stieglitz (1867–1937)
- Edward Van Vleck (1863–1943)
- Vito Volterra (1860–1940)